# Großhandel

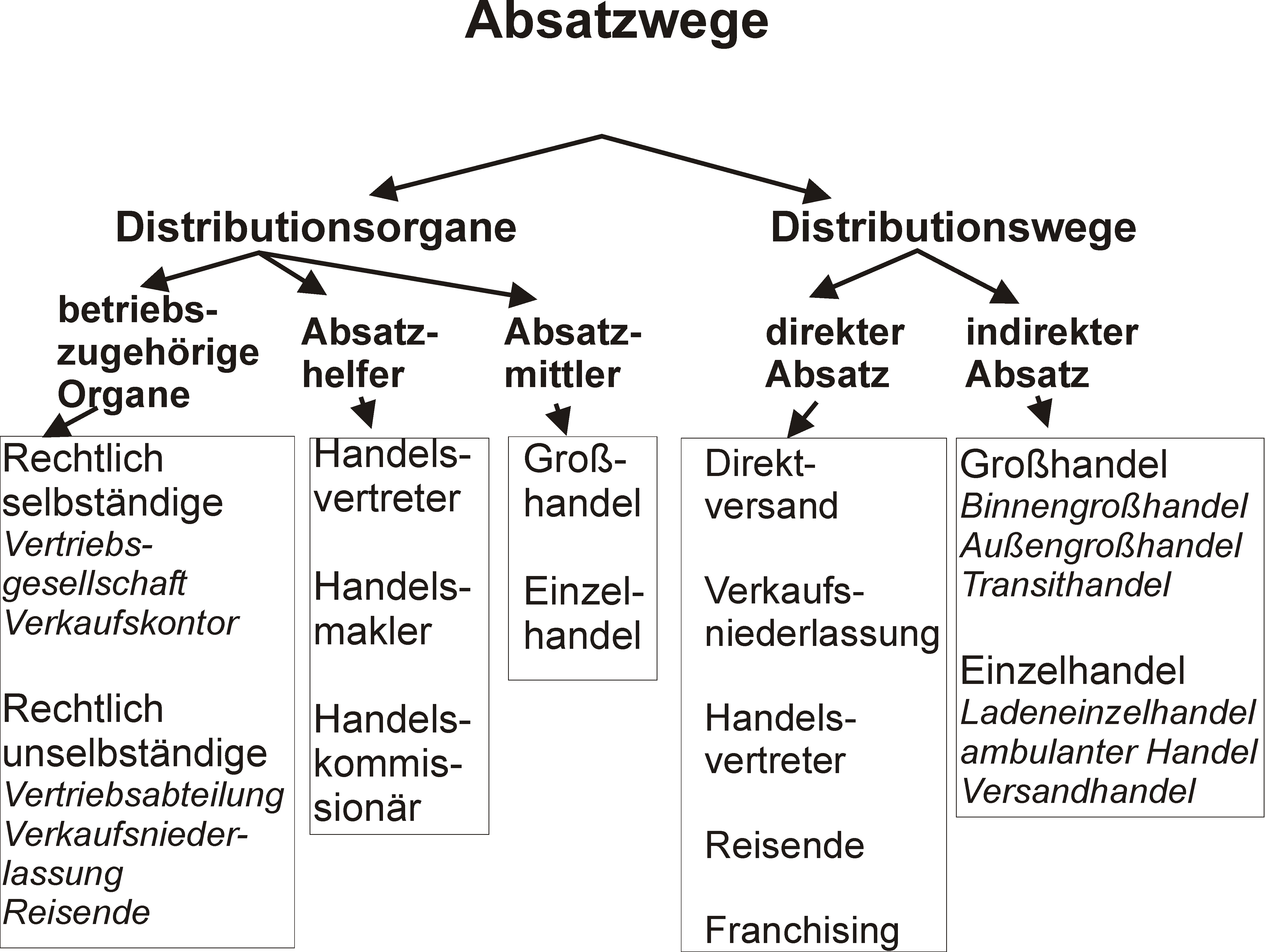
Systematik Absatzwege

Unter Großhandel versteht man Unternehmen des Handels, die Waren verschiedener Hersteller beschaffen und an gewerbliche Kunden (Wiederverkäufer wie der Einzelhandel) und so genannte Großabnehmer weiterverkaufen.

## Begriffliche Herkunft und Definition

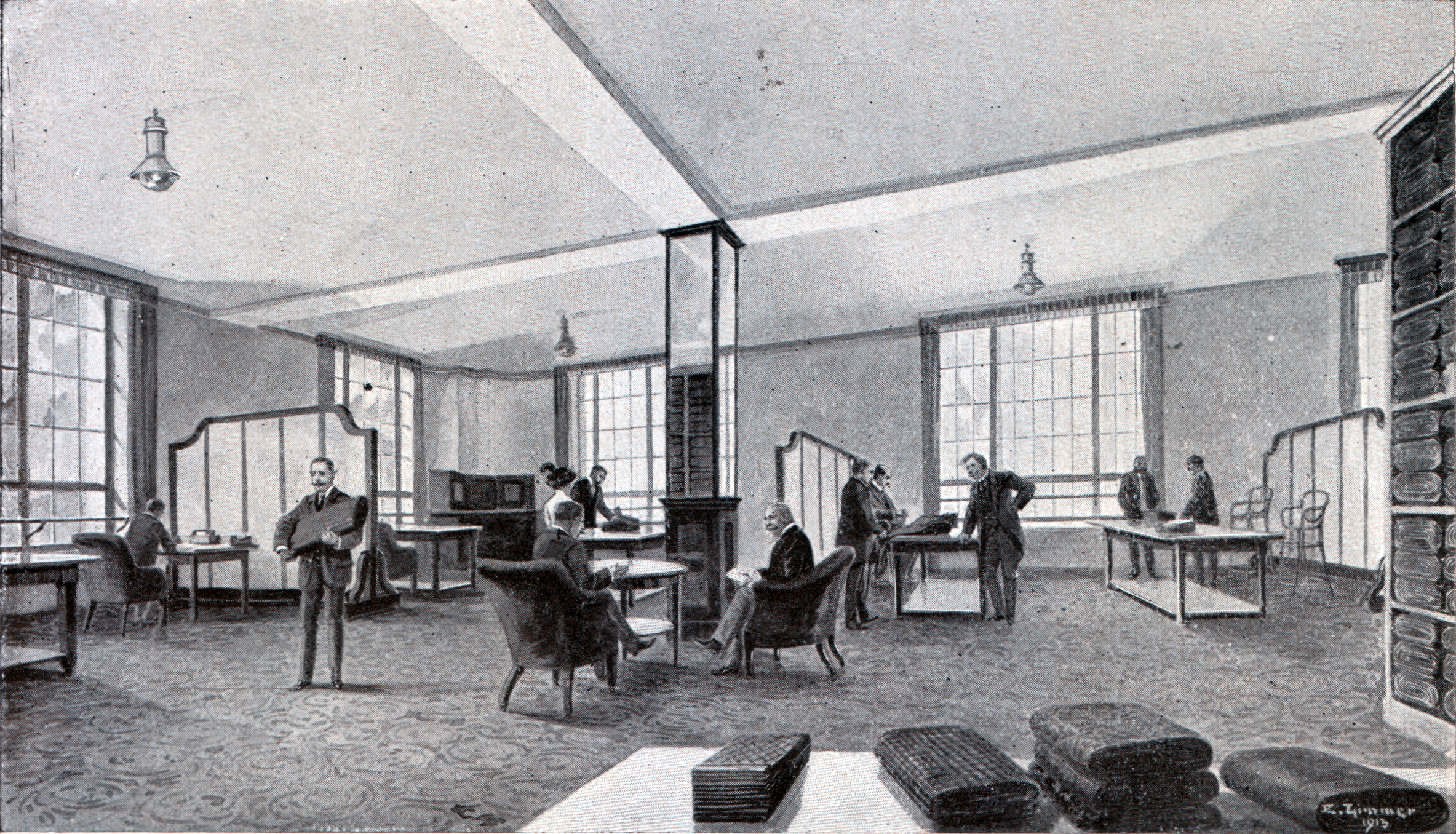
Engros-Verkaufsraum der Firma Rudolph Hertzog, Berlin (1913)

Die Bezeichnung Großhandel entstand um 1800 aus der älteren Form Grossierer (französisch marchant grossier).
Seit dem 17. Jahrhundert werden in der Kaufmannssprache die Terme en gros und im Gegensatz en détail verwendet, vergleiche dazu Detailhandel. Die Bezeichnung gros bedeutete dabei ursprünglich nicht „groß“ im Gegensatz zu klein, sondern das Mengenmaß Gros (zwölf Dutzend).
Großhandel (veraltet: Engros-Handel/-Geschäft/-Lager/-Versand) im funktionellen Sinne liegt vor, wenn Marktteilnehmer Waren, die sie in der Regel nicht selbst be- oder verarbeiten (Handelswaren), von Herstellern oder anderen Lieferanten beschaffen und an Wiederverkäufer, Weiterverarbeiter, gewerbliche Verwender (z. B. Behörden, Bildungsstätten) oder an sonstige Großabnehmer (z. B. Kantinen, Vereine), jedoch nicht, oder jedenfalls nicht primär, an Privathaushalte, absetzen. In der amtlichen Statistik wird eine Unternehmung oder ein Betrieb dann dem Großhandel zugeordnet, wenn aus der Großhandelstätigkeit eine größere Wertschöpfung resultiert als aus einer zweiten oder mehreren sonstigen Tätigkeiten (Großhandel im institutionellen Sinne).
Der Großhandel versteht sich als Bindeglied zwischen den verschiedenen Vertriebsstufen. Die Abnehmer bzw. Kunden des Großhandels sind Unternehmen des Einzelhandels, des Handwerks, des Gastgewerbes, regionale Großhändler, industrielle oder sonstige gewerbliche Betriebe. Entscheidungen über die Auswahl einzuschaltender Großhandlungen nach Art und Anzahl zählen im Rahmen des industriellen Marketing-Mix zur Distributionspolitik. Großhandelsunternehmen verfügen jedoch auch über ein breites Spektrum an Instrumenten eines eigenständigen Handelsmarketings (Großhandelsmarketing). Insbesondere wegen der Gefahr der Ausschaltung, d. h. nicht mehr genügend Lieferanten und/oder Kunden zu finden, ist ein professionelles Handelsmarketing existenziell wichtig. Von Großhandlungen initiierte vertragliche vertikale und/oder horizontale Kooperationen wirken Ausschaltungsgefahren wirksam entgegen, z. B. Vertragshandel, Exklusivvertrieb; Einkaufsgenossenschaft als Beschaffungszentrale von Einzelhändlern oder die von einer Großhandlung als Systemzentrale organisierte Einbindung von Einzelhandelsunternehmen in eine Verbundgruppe (Freiwillige Kette, Einkaufsgemeinschaft nicht-genossenschaftlicher Rechtsform).

## Wirtschaftliche Bedeutung
Quantitativ wird die Bedeutung des (Binnen-)Großhandels bereits daran sichtbar, dass die deutschen Großhandelsunternehmen nach Angaben des statistischen Bundesamtes (2015) für das Jahr 2013 etwa 1.154 Mrd. Euro umgesetzt haben. Dabei bietet der Großhandel ca. 1,8 Millionen Menschen Beschäftigung. Der Bundesverband Großhandel, Außenhandel, Dienstleistungen e. V. (BGA) nennt für das Jahr 2014 einen Umsatz von 1.157 Mrd. Euro.
Qualitativ liegt die Bedeutung des Großhandels für die Gesamtwirtschaft (nach Schenk) vor allem darin, dass er durch
- Generierung von Wettbewerb
- Organisierung von (Absatz- und Beschaffungs-)Märkten,
- Übernahme von (Absatz- und Beschaffungs-)Risiken und

zu einer Senkung der Transaktionskosten innerhalb der gesamten Wertschöpfungskette beiträgt.

## Funktionen des Großhandels
Der Großhandel übernimmt als Bindeglied (als sogenannter Zwischenhandel) zwischen Erzeugern und Einzelhändlern, Großabnehmern und sonstigen Gewerbetreibenden eine Vielzahl von Funktionen. Er ist die den Erzeugern unmittelbar nachgeordnete Absatzstufe, die typischerweise sehr vorratsintensiv ist, so dass hiermit hohe Lagerrisiken und Kapitalbindung verbunden sind.
Großhändler und Einzelhändler nehmen jedem Hersteller von Konsumgütern die kostenträchtige Aufgabe ab, seine Waren direkt an einzelne Endverbraucher zu verkaufen. Beispielsweise produziert ein Hersteller 10.000 Hosen. Er verkauft sie in kleineren Partien an verschiedene Großhändler, diese wiederum verkaufen die Hosen in nochmals kleineren Partien an viele Einzelhändler und diese verkaufen schließlich Einzelstücke an einzelne Verbraucher. Die durch die Einschaltung von Großhandlungen bewirkten Vorteile sind offenkundig: Markterschließung, Risikoteilung, Senkung der Distributionskosten und Finanzierungserleichterung. Ähnlich dem Einzelhandel erfüllt der Großhandel unter anderem diese zahlreichen Handelsfunktionen:

### Zeitüberbrückung (Lagerhaltung und Logistik)
Meist stimmen die Herstellung von Gütern und deren Verwendung zeitlich nicht überein. Die Zeitüberbrückung übernimmt der Großhandel, indem er die Güter lagert (deshalb auch Lagerfunktion genannt). Aber nicht nur die ständige Vorratshaltung, sondern auch die logistischen Leistungen des Großhandels machen es möglich, dass der differenzierte Bedarf der Kunden jederzeit gedeckt werden kann.
Beispiele: Kartoffeln werden nur im Sommer bzw. Herbst geerntet. In dieser Zeit kauft der Großhändler sehr viel auf und lagert sie ein. Diesen eingelagerten Vorrat verkauft er dann über das Jahr hinweg, denn die Verbraucher wollen auch im Winter und Frühling Kartoffeln einkaufen und essen. – Ohne den vom Presse-Grosso organisierten Vertrieb von Zeitungen und Zeitschriften (z. T. mit weltweitem Beschaffungsradius) mit schnellstmöglicher „Feinverteilung“ an Tausende von Verkaufsstellen wäre die aktuelle Versorgung der Leser undenkbar.

### Mengenumverteilung
Diese Funktion wird entweder als Absatzgroßhandel oder als Aufkaufgroßhandel vollzogen, je nachdem auf welcher Marktseite der Schwerpunkt der Marketingaktivitäten liegt.

#### Absatzgroßhandel
Industriebetriebe produzieren ihre Waren meist in großen Mengen, um ihre Kapazitäten voll auszulasten (Kostensenkungspotential). Der Großhändler kauft von einem oder wenigen Herstellern große Mengen ein und gruppiert sie kundengerecht zu kleineren Mengen um. Die Kunden des Großhändlers können meist die Waren in beliebiger Anzahl beziehen. Daraus folgt: Kauf in großen Mengen, Absatz in kleinen Mengen.

#### Aufkaufgroßhandel
Der Großhändler kauft von vielen Unternehmen kleine Mengen auf und verkauft die Gesamtmenge an ein oder wenige Unternehmen weiter.
- Beispiel landwirtschaftliche Erzeugnisse:

Die Molkerei kauft von vielen Bauern kleine Mengen Milch, um aus der großen Menge Milcherzeugnisse herzustellen.
- Beispiel Recycling:

Der Schrotthändler kauft von vielen Handwerkern Metalle, um die große Menge Schrott an einen Weiterverarbeiter zu verkaufen.

#### Produktionsverbindungshandel
Der Produktionsverbindungshandel (PVH) kauft Waren von Produzenten und verkauft sie weiter an Produzenten der nachfolgenden Produktionsstufe, ggf. nach eigener Bearbeitung und/oder unter zeitlich genauer Einpassung in Weiterverarbeitungsprozesse (Just-in-time-Prinzip).
- Beispiel:

Aufkauf und Verkauf von Furnierholz, Gummi, Stahl.

### Sortimentsgestaltung
Der Großhändler stellt aus den häufig engen Produktionsprogrammen verschiedener Hersteller sein eigenes Sortiment nach dem Bedarf seiner Kunden zusammen. Die Kunden finden daher im Handel eine mehr oder minder große Auswahl von Waren vor, die sich nach Art, Güte und Ausführung unterscheiden. Ohne Handelsunternehmen müsste ein Kunde seine gewünschten Produkte unter immensem Aufwand selbst bei Herstellern beschaffen, u. U. bei weltweit verstreuten Herstellern.

### Veredelung
Bestimmte Produkte benötigen nach ihrer Erzeugung noch eine bestimmte Zeit der Reife, bis sie voll verkaufsfähig sind, oder sie müssen vor ihrem Weiterverkauf nachbehandelt, aufbereitet oder veredelt werden. Die Veredelungsfunktion umfasst dabei alle Nebenleistungen des Händlers, die das Produkt verkaufsreif machen und es nicht vollständig verändern (im Gegensatz zur Nebenleistung wird bei der wesentlichen Leistung das Produkt produziert bzw. erzeugt).
Beispiele:
- Kaffee rösten (das Mahlen des Kaffees verändert das ursprüngliche Produkt so stark, dass es sich dabei nicht mehr um Veredelung handelt)
- Faule Früchte aussortieren
- Früchte reifen lassen
- Wein reifen lassen
- Beschichtung von Werkstücken

### Servicefunktion
Der Großhandel informiert und berät über Eigenschaften, Anwendungsmöglichkeiten, Bedienung und Wartung der Produkte. Als Maßnahme des Absatzmarketings macht Kundenservice häufig den Verkauf einer Ware erst möglich. Entsprechend kann der Großhandel als Maßnahme des Beschaffungsmarketings seinen Lieferanten speziellen Lieferantenservice bieten, z. B. Marktinformationen, Warentransport oder erleichterte Warenannahme. Es wird zwischen kaufmännischem und technischem Service unterschieden. Unter kaufmännischen Service fallen bspw. verlängerte Garantieleistungen, Zahlungsvereinfachungen, Zustelldienste oder Online-Dienste. Unter technischen Service fallen Installation und Aufbau, Reparaturen und Wartungsarbeiten.

### Markterschließung
Der Großhandel wird von Herstellern als Distributionskanal eingesetzt, und zwar als Absatzkanal beim Vertrieb ihrer Produkte oder als Beschaffungskanal bei der Beschaffung von Waren für die Produktion (z. B. Werkstoffe, Betriebsmittel, Halbfertigfabrikate). Letzteres kennzeichnet vor allem den Produktionsverbindungshandel. Da der Großhändler die Wünsche und Vorstellungen seiner Kunden kennt, kann er ihnen helfen, den richtigen Absatz- oder Beschaffungsmarkt zu organisieren. Er unterstützt die Hersteller, indem er sie rechtzeitig über Bedarfs- oder Angebotsverschiebungen informiert. Diese Informationen können bei der Produktentwicklung berücksichtigt werden. Diese Funktion wird mit dem zunehmenden Wunsch der Kunden nach maßgeschneiderten Produkten und nach Just-in-time-Belieferung immer bedeutsamer.

### Absatzfinanzierung (Kreditgewährung)
Absatzfinanzierung ist der Verkauf von Waren auf Rechnung. Durch Einräumung eines Zahlungszieles (z. B. zahlbar innerhalb 30 Tagen) gewährt der Händler dem Kunden einen Kredit über den Zeitraum zwischen der Übergabe der Ware und dem auf der Rechnung angegebenen Zahlungszeitpunkt. So können die Kunden des Großhändlers die gekauften Produkte verwenden, ohne dafür sofort finanzielle Mittel bereitstellen zu müssen. Darüber hinaus bieten viele Großhändler ihren Kunden auch langfristige Finanzierungsangebote an, wobei häufig Banken eingeschaltet werden.
Bsp.: Großhändler als Leasinggeber

## Betriebsformen des Großhandels

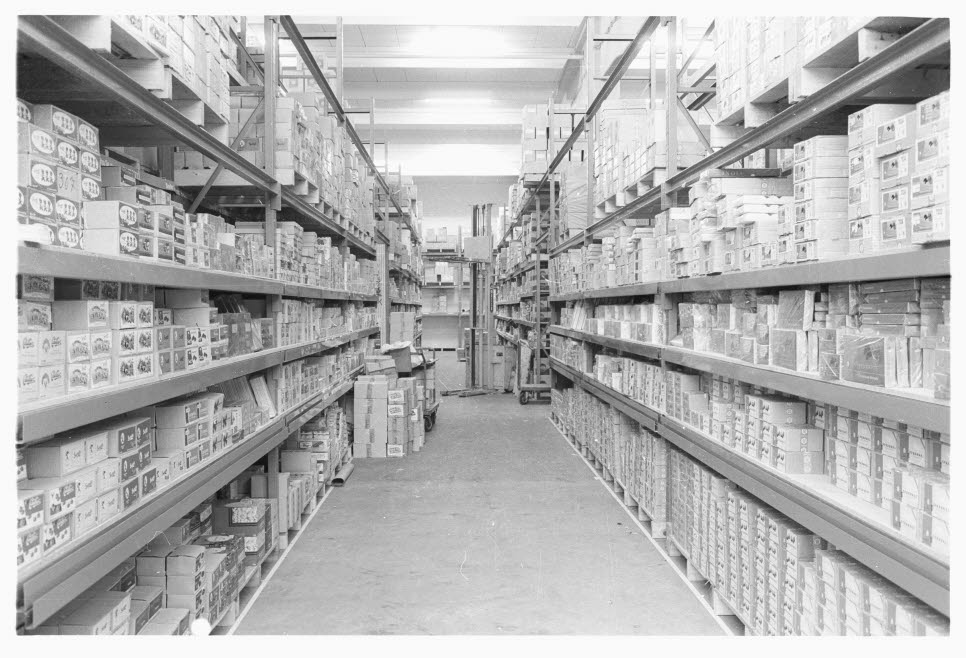
Verkaufshalle einer Lebensmittelgroßhandlung (1966)

Beim Großhandel unterscheidet man folgende Betriebsformen:
- Abholgroßmarkt, Waren werden vom Kunden beim Großhändler abgeholt.
- Cash-and-carry-Großhandel (Selbstbedienungsgroßhandel), der Kunde sucht sich die gewünschten Waren selbst aus (Selbstbedienung), bezahlt den Kaufpreis bar (cash) und nimmt sie selbst mit (carry); die gebräuchlichste Abkürzung für diese Verkaufsform ist C & C.
- Einkaufsgenossenschaft
- Einkaufskontor
- Fachgroßhandel
- Großmarkt
- Lagergroßhandel
- Landhandel
- Sortimentsgroßhandel, bietet mehrere Warenarten an; das Sortiment ist breit und kann tief oder flach sein. Eigentlich ist der Begriff „Sortimentsgroßhandel“ ein Pleonasmus, da jede Großhandlung Sortimente zusammenstellt. Er ist jedoch in einigen Branchen verkehrsüblich, z. B. im Buchhandel, um die größere Sortimentsbreite der „Sortimenter“ im Vergleich zu Spezialgrossisten oder verlagsgebundenen Grossisten zu betonen.
- Spezialgroßhandel, bietet nur eine Warenart an; das Sortiment ist schmal und in der Regel tief.
- Zentralgenossenschaft
- Zustellgroßhandel, verkaufte Waren werden den Kunden mit eigenen Fahrzeugen oder durch Frachtführer geliefert.

## Standort des Großhandelsbetriebes
Unter dem Standort versteht man den Platz der gewerblichen Niederlassung eines Betriebs. Die Entscheidung für einen bestimmten Standort ist abhängig von zahlreichen Standortfaktoren. Im Einzelfall muss geprüft werden, inwieweit die Standortfaktoren die Kosten für die Produktionsfaktoren und die Erträge für die betrieblichen Leistungen bestimmen.
Der optimale betriebliche Standort liegt dort, wo mit einer gegebenen Ausstattung mit Betriebsmitteln ein maximaler Gewinn erzielt wird.
Standortfaktoren
- Absatz, der Standort wird in die Nähe der Abnehmer gelegt, um schnell und kostengünstig liefern zu können.
- Arbeitskräfte, der Standort richtet sich nach Lohnniveau und vorhandenen Arbeitskräften (quantitativ und qualitativ).
- Beschaffung, der Standort orientiert sich an der räumlichen Nähe zu den Lieferern (gilt insbesondere für den Aufkaufgroßhandel).
- Bodenpreise, der Standort ist abhängig von den Grundstückspreisen (bzw. der Höhe der Mieten für Betriebsräume)
- Konkurrenz, die Standortwahl kann sich am örtlichen Vorhandensein von Mitbewerbern orientieren, um durch Vergrößerung des branchengleichen Sortiments den gesamten lokalen Standort attraktiver zu gestalten (sog. Agglomerationseffekt).
- Kultur, die Standortwahl kann sich an dem „weichen Standortfaktor“ des lokalen kulturellen Angebots orientieren, um leichter qualifiziertes Personal akquirieren (und halten) zu können.
- Steuern und öffentliche Abgaben (politische Standortfaktoren), bei sonst gleichen Standortfaktoren sind Orte mit niedrigeren Steuern und Abgaben für die Standortwahl ausschlaggebend.
- Subventionen (politischer Standortfaktor), die Standortwahl orientiert sich auch an direkten und indirekten Zuschüssen oder Vergünstigungen, die für eine Betriebsansiedlung gewährt werden.
- Verkehrslage, der Standort wird in verkehrstechnisch gut erschlossene Gebiete (gut ausgebautes Straßen- und/oder Schienennetz) gelegt.

## Aktuelle Herausforderungen des Großhandels
Die im Internetzeitalter entstandene zusätzliche Ausschaltungsgefahr durch neue „Intermediäre“ des virtuellen Warengeschäfts (e-commerce) können Großhandelsunternehmen in neue Einschaltungschancen umwandeln, wenn sie zum einen das Internet selbst für ihre Beschaffungs- und Absatzprozesse nutzen und zum anderen bei profilierender Schwerpunktsetzung für ihre Lieferanten und Kunden eine Nutzensteigerung mittels eigenem Internetauftritt kommunizieren. „Nicht ‚das Internet‘ verschärft die Ausschaltungsgefahren für den Großhandel, sondern der Verzicht auf seine aktive Nutzung!“
Allerdings wirken die eingespielten traditionellen Vertriebsstrukturen (wie z. B. der 3-stufige Vertrieb, bei dem Produkte vom Großhandel über das Handwerk an den Endkunden vertrieben werden) teilweise auch selbst als „Bremsklotz“, in dem notwendige Veränderungen und mögliche Innovationen durch nachfolgende Wertschöpfungsstufen blockiert werden. Darüber hinaus gehört der Großhandel, gemessen an den Ausgaben für Forschung und Entwicklung, zu den Wirtschaftsbereichen mit der aktuell geringsten Forschungsintensität.
Eine der Ursachen wird darin gesehen, dass der Großhandel kaum über institutionalisierte Anbindungen an Forschung verfügt. Wrobel/Köhler/Cäsar (2016) schlagen zur Hebung der Innovationspotenziale deshalb ein Maßnahmenpaket vor, das für die erforderlichen Veränderungen am gesamten Ökosystem des Großhandels ansetzt. Dieses umfasst u. a. den Aufbau einer eigenen „Forschungsgemeinschaft Großhandel e. V.“, die Schaffung von Großhandelsprofessuren an Hochschulen/Universitäten sowie die aktive Einbindung des Großhandels in die großen Forschungsprojekte des Bundes und der Länder rund um die Themen Digitalisierung und Logistik.